# Molophilus tonnoiri
Molophilus tonnoiri là một loài ruồi trong họ Limoniidae. Chúng phân bố ở miền Australasia.